# سرى سبع العيش
سُرى سبع العيش هيَ أخصائية عيون أردنية، وهي عضو مجمع اللغة العربية الأردني.

## حياتها
وُلدت سُرى في محافظة جرش عام 1944. وهي حاصلة على بكالوريوس في الطب من الجامعة الأردنية، وعلى دبلوما من جامعة لندن، ودرجة الدكتوراة من جامعة دمشق. سُرى زميلة كلية الجراحين الملكية بإدنبرة، وهي عضو مؤسس في جمعية الأطباء الأدباء.
عملت أستاذة لطب وجراحة العيون في جامعة بغداد، وتعمل حاليًا مستشارة وأستاذة لطب وجراحة العيون في مستشفى الجامعة الأردنية. هي عُضو في الأكاديمية الأمريكية لطب العيون وعضو الجمعية الأوروبية لجراحة الساد وجراحة عيوب الانكسار.
في عام 1990، حصلت سُرى على جائزة الملكة نور لأدب الأطفال العلمي، وفي عام 2009 حصلت على جائزة جامعة فيلادلفيا لأحسن كتاب علمي مترجم.

## مؤلفاتها
نشرت سُرى العديد من أبحاثها في المجلات الثقافية العامة والمجلات المتخصصة المحلية والعالمية، ومن مؤلفاتها:
- كتاب العدسات اللاصقة.
- كتاب مفارقات بين عين الإنسان وعيون الحيوانات.
- ديوان شعر الحروف العارية.
- ترجمة كتاب الموجز الإرشادي في طب العيون.
- ترجمة مصطلحات المعجم الطبي المفسر.
- كتاب السَّادُّ العينيّ «الكاتراكت».
- كتاب طب العين في الزمن العربي الإسلامي، قراءة في خبيء التراث.

## من أقوالها
- «أذكر قبل ثمانية عشر عامًا عندما قدم إلينا من سويسرا مخترع تصحيح البصر بالليزر البروفيسور تزيلر ليدربنا على عملية تصحيح البصر بطريقة الليزك، وهو ألماني الأصل، وعندما سمع الأطباء العرب يتجادلون في الموضوع باللغة الإنجليزية قال أرجو ألا تجاملوني وتكلفوا أنفسكم بالتحدث باللغة الإنجليزية من أجلي فأنا أتيت لأعلمكم لا لأتعلم، لذلك تحدثوا وتناقشوا بلغتكم العربية فأنا أكره التكلف. وعندما بادر الزملاء مبتسمين مفاخرين وأعلموه أنهُ من الطبيعي أن يتحدث الأطباء في بلادنا باللغة الإنجليزية في جميع المواد الطبية انقلب على ظهره ضاحكًا وقال: هذا شيءٌ عجيب وغير مألوف، لأنه من المستحيل أن يتكلم الألماني مع قومه بلغة أخرى غير الألمانية، ومن الهزل واللامعقول أن يتكلم الإنجليز مع بعضهم بعضًا بغير اللغة الإنجليزية.[2]»